# Svenska cupen i fotboll 1986/1987
Svenska cupen i fotboll 1986/1987 var den 32:a upplagan av Svenska cupen i fotboll. Turneringen startade 1986 och avslutades 1987 med finalen, som hölls på Råsunda. Kalmar FF vann finalen med 2–0 mot Gais.